# Gozo (1798-1800)
La Nación Gozitana, comúnmente conocida como Gozo, fue un estado no reconocido ubicado en la isla de Gozo entre 1798 y 1801 durante las Guerras Revolucionarias Francesas. Fue una monarquía que reconoció la autoridad de Fernando III de Sicilia con un gobierno provisional dirigido por el gobernador general Saverio Cassar. Su capital fue Rabat. El país se estableció entre el 28 y el 29 de octubre de 1798 a partir del territorio de Malta ocupada por Francia y finalmente se incorporó al Protectorado de Malta el 20 de agosto de 1801.

## Historia

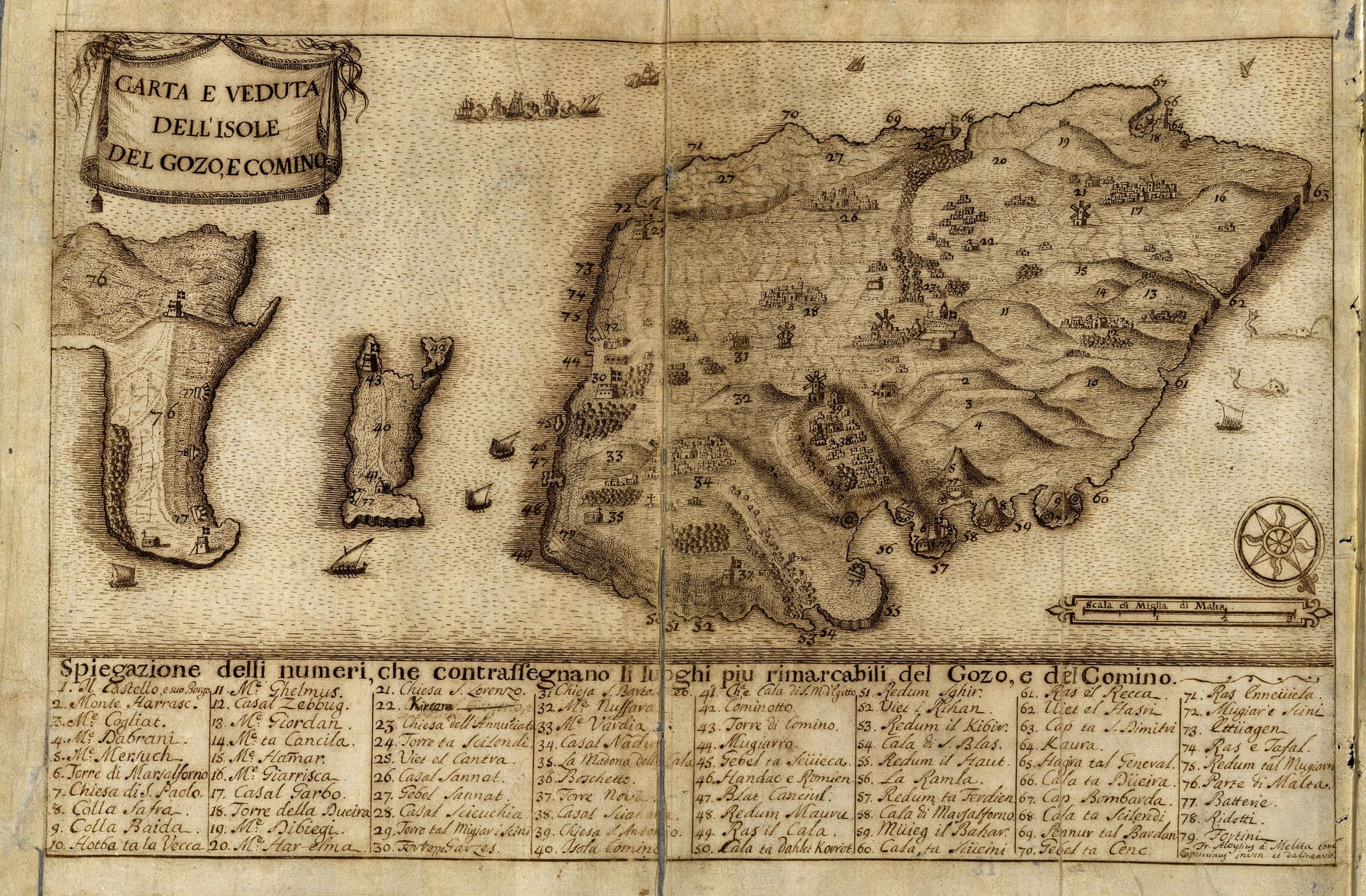
Mapa de Gozo c. 1745

Hasta el 10 de junio de 1798, Malta y Gozo habían sido administradas por los Caballeros Hospitalarios . Cuando Napoleón expulsó a los Caballeros de las islas en la campaña del Mediterráneo de 1798, los franceses establecieron guarniciones en varios lugares de Malta, así como en la Cittadella y el Fuerte Chambray, las principales fortificaciones de Gozo.
El 2 de septiembre de 1798, los malteses se rebelaron contra los franceses en Mdina, solicitando volver a gobernar el Reino de Sicilia. La noticia se extendió y los gozitanos se rebelaron el 3 de septiembre. El arcipreste y párroco de Rabat, Saverio Cassar, fue elegido líder de la revuelta el 18 de septiembre. El cuartel general de los rebeldes se estableció en la Banca Giuratale (que ahora es la sede del Consejo Local de Victoria). Cassar organizó la dejma y recaudó dinero para pagar a las tropas bajo su mando. Se detuvo a partisanos pro-franceses, entre ellos tres canónigos.
La guarnición francesa resistió en la Ciudadela y el Fuerte Chambray hasta que capituló el 28 de octubre después de negociaciones realizadas con la ayuda de Alexander Ball. Los 217 soldados franceses allí acordaron rendirse sin luchar y transfirieron la isla, sus fortificaciones, 24 cañones, una gran cantidad de municiones y 3.200 sacos de harina a los británicos.

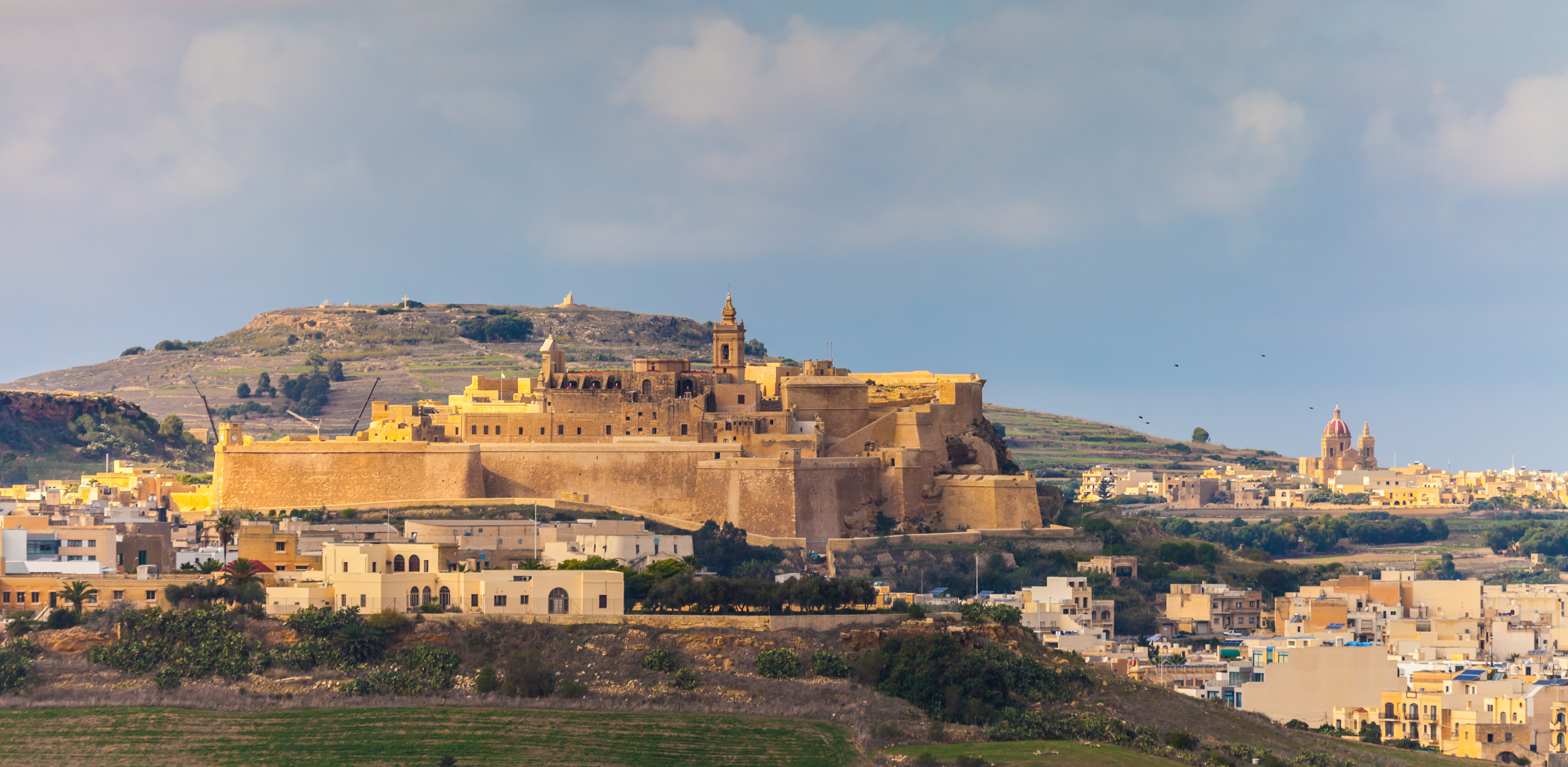
La Ciudadela, que los británicos transfirieron a los gozitanos el 29 de octubre de 1798

Un día después, los británicos transfirieron el control de la Ciudadela y el resto de la isla a los gozitanos. El pueblo declaró al rey Fernando como su monarca y estableció un gobierno provisional dirigido por Saverio Cassar, quien se convirtió en gobernador general.  El gobierno provisional incluía varios representantes británicos y malteses, y su primera acción fue distribuir los alimentos capturados a los 16.000 habitantes de la isla. La bandera napolitana (que más tarde se convirtió en la bandera de las Dos Sicilias) ondeó sobre Gozo, y llegaron municiones y suministros desde Nápoles, mientras el rey Fernando elogiaba a sus "fieles súbditos malteses".
El 29 de octubre, Cassar solicitó que Gozo se convirtiera en una diócesis separada. La Diócesis Católica Romana de Gozo fue finalmente creada el 22 de septiembre de 1864, 65 años después de la petición de Cassar. Durante el gobierno de Cassar en Gozo, organizó la administración, reabrió los tribunales y eligió nuevos juristas; e incluso abrió una aduana.
El rey Fernando aprovechó la ausencia de Napoleón en la campaña francesa en Egipto y Siria y las victorias de Horacio Nelson y tomó Roma el 29 de noviembre. Tras la derrota de algunas de sus columnas, Fernando se apresuró a regresar a Nápoles. Ante la aproximación de los franceses, Ferdinand huyó el 23 de diciembre a bordo del barco de Nelson HMS Vanguard hacia Palermo, dejando su capital en estado de anarquía. Los franceses tomaron Nápoles y sus ciudadanos establecieron la República Partenopea ; Fernando la reconquistó en mayo de 1800.
Cuando la guarnición francesa en La Valleta se rindió en septiembre de ese mismo año, los británicos establecieron el Protectorado de Malta. Cassar continuó gobernando Gozo de forma independiente hasta el 20 de agosto de 1801, cuando el comisionado civil británico, Charles Cameron, lo destituyó del cargo. Emmanuel Vitale, otro líder de la insurrección maltesa, se convirtió en gobernador, superintendente y director de salud de Gozo, cargo que ocupó hasta su muerte catorce meses después.
El 16 de diciembre de 1805, Cassar murió a la edad de 58 años.